# Aspitates collinaria
Aspitates collinaria är en fjärilsart som beskrevs av Holt-white 1894. Aspitates collinaria ingår i släktet Aspitates och familjen mätare. Inga underarter finns listade i Catalogue of Life.